# Diaea ergandros
Diaea ergandros es una especie de araña cangrejo del género Diaea, familia Thomisidae. Fue descrita científicamente por Evans en 1995.

## Distribución
Esta especie se encuentra en Nueva Gales del Sur, Victoria y Tasmania.